# Eurypon scabiosum
Eurypon scabiosum är en svampdjursart som först beskrevs av Topsent 1927.  Eurypon scabiosum ingår i släktet Eurypon och familjen Raspailiidae. Inga underarter finns listade i Catalogue of Life.